# Blaster Beam
Бластер-бим (англ. Blaster Beam) или просто бим (англ. The Beam) — электронный струнный музыкальный инструмент, изобретённый в 1970-е годы и известный прежде всего благодаря использованию в саундтреках научно-фантастических фильмов.

## Общее описание
Бластер-бим представляет собой прямой и плоский металлический брус (балку) длиной несколько метров, по верхней стороне которой натянуты струны и звукосниматели, как у электрогитары. Играют на нём, ударяя по струнам руками либо различными предметами, например металлическими трубками.

## История
Бластер-бим изобрёл в начале 1970-х годов Джон Лазелл и впервые использовал в своих произведениях композитор Франсиско Лупика, который изготовил несколько инструментов из чугуна. Позже другой американский композитор Крэг Хаксли сделал свой вариант Бима из алюминия, длиной 12 футов. Он играл на бластер-биме при помощи гильзы от артиллерийского снаряда, ударяя по струнам либо проводя по ним, прижимая к корпусу (как на педал-стил, разновидности слайд-гитары). 
Композитор Джерри Голдсмит познакомился с Хаксли во время написания музыки к фильму «Звёздный путь» 1979 года и использовал звук бластер-бима для музыкальной темы, связанной с «Ви-Джером». Мрачный, пугающий звук передавал угрозу, исходящую от этого таинственного объекта. (Сам Хаксли в юности сыграл две эпизодические роли в сериале «Звёздный путь».)
Инструмент использовался для создания звукового оформления в ряде других фантастических фильмов, а также в экспериментальной и популярной музыке. Крэг Хаксли был знаком с Майклом Джексоном, и звук бластер-бима был использован в ряде песен последнего, в том числе Billie Jean и Beat It. Майкл Стернс изготовил свой вариант алюминиевого бластер-бима для записи музыки к фильму «Хронос». Композитор Бер Маккрири использовал бластер-бим при создании саундтрека для фильма «Кловерфилд, 10»; на инструменте сыграл в своей студии сам Хаксли.